# Крелін Юлій Зусманович
Ю́лій Зу́сманович Кре́лін (рос. Крелин Юлий Зусманович (справжнє прізвище Крейндлін; 15 травня 1929, Москва — 22 травня 2006, Тель-Авів) — радянський єврейський письменник, лікар-хірург.

## Життєпис
Закінчив 2-й Московський медичний інститут в 1954 році. Більше 30 років відпрацював хірургом у 71-й московській лікарні, працював і в інших медичних закладах Москви. Лікував відомого радянського письменника Еммануїла Козакевича, лауреата Нобелівської премії Олександра Солженіцина. Кандидат медичних наук.
Писати прозу почав у 1967 році. Член Спілки письменників СРСР з 1969 року. Працював у Комісії з питань помилування при президенті Росії, боровся за припинення війни в Чечні.
Юрій Рост написав про свого друга:
«Крелін ніколи не вимикає телефон. Тому, що він доктор, він хірург, який лікував пів-Москви. Він надійний, професійний, безвідмовний. Крелін ніколи не замикає двері. Тому що він друг. Іноді він засинає в кріслі. Тому що друзі встають, коли хочуть, а він о пів на шосту — хворі чекають. Крелін ніколи нікого не судить. Тому що він філософ і письменник. Він розмірковує на папері, і його книги улюблені в середовищі лікарів (там вони буквально на столах) та в інших неагресивних середовищах»
«Його творчості були притаманні полемічна загостреність, громадянський темперамент, досконале знання матеріалу»
За романом Юлія Креліна «Хірург» в 1976 році був відзнятий багатосерійний художній фільм «Дні хірурга Мішкина», де головну роль зіграв Олег Єфремов.
Нагороджений премією «За благородний захист гуманізму».
Виховав двох синів і дочку.
Помер від серцевого нападу під час очікування на подальше лікування тяжкої хвороби в Тель-Авіві 22 травня 2006 року, там його і поховали.

## Твори
- Семь дней в неделю: Записки хирурга. М., 1967
- Старик подносит снаряды: Повести и рассказы. М., 1970 (Молодые писатели)
- Хирург (роман) М., 1970
- От мира сего: Повесть и роман. М., 1976
- Переливание сил: Из жизни хирургов. М., 1977
- Письмо сыну: Рассказы о хирургах. М., 1976
- Суета: Повести. М, 1987
- Хочу, чтобы меня любили: Повесть и роман. М., 1989
- Хроника московской больницы. М., 1991
- Извивы памяти. М., 2003. ISBN 5-8159-0289-6
- Народ и место. Русский еврей и Израиль. М., 2004
- Уход. (повесть), М., 2005
- «Исаакские саги» (електронна книга) Издательство: «Борисова Алла Натановна», 2012